# Wanda Pawłowicz

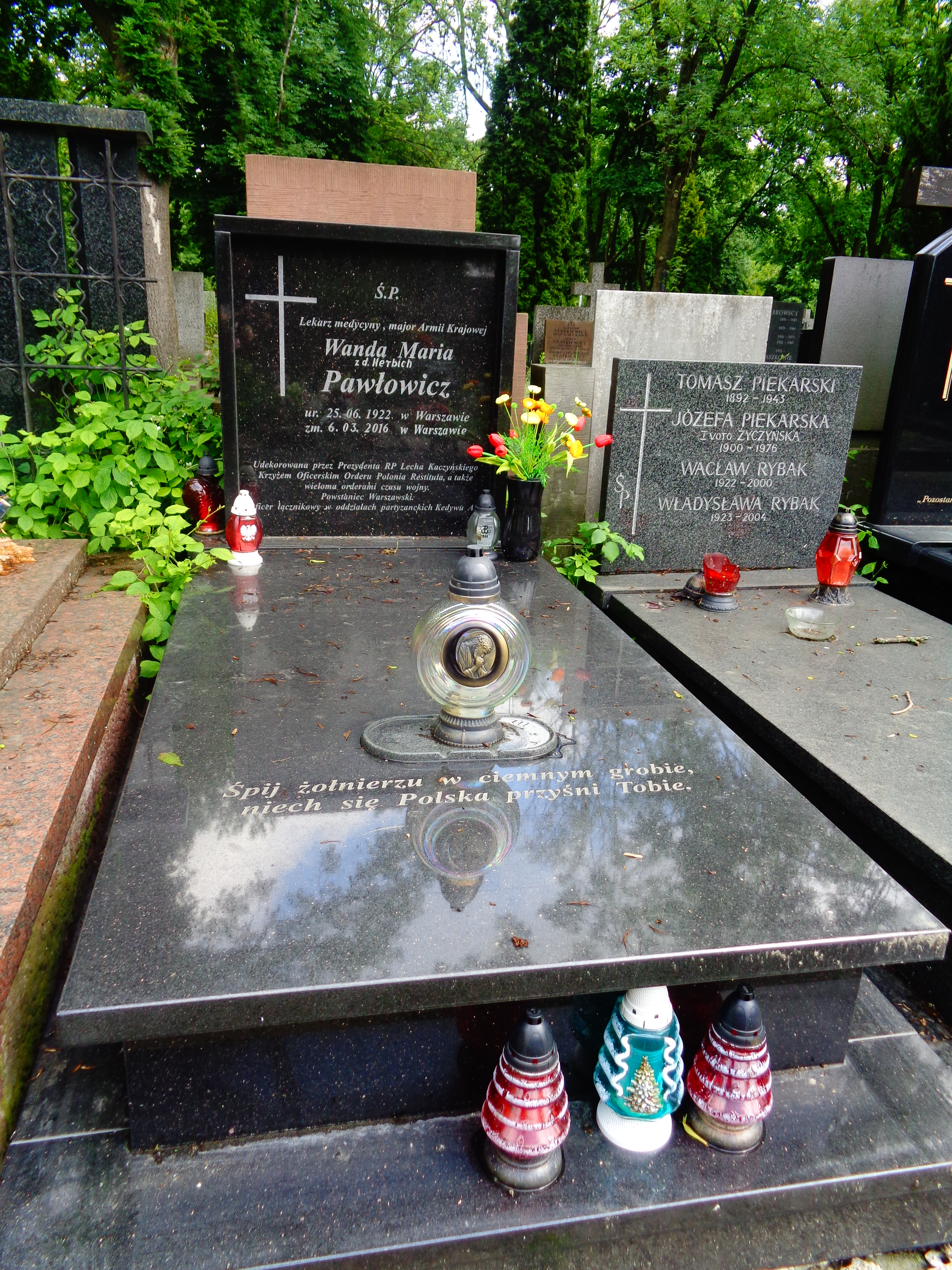
Grób Wandy Pawłowicz na cmentarzu Powązkowskim

Wanda Maria Pawłowicz z domu Herbich (ur. 25 czerwca 1922 w Warszawie, zm. 6 marca 2016) – polska lekarka, żołnierz Armii Krajowej i uczestniczka powstania warszawskiego.

## Życiorys
Przed wybuchem II wojny światowej uczęszczała do Liceum Matematyczno-Przyrodniczego Krystyny Malczewskiej w Warszawie. Ukończyła również podinstruktorski kurs medyczny w ramach Przysposobienia Wojskowego Kobiet. We wrześniu 1939 pełniła funkcje sanitariuszki w warszawskim Szpitalu św. Łazarza. W październiku 1939 roku wstąpiła do Służby Zwycięstwu Polski, przekształconej następnie w Armię Krajową. Służyła w Oddziale Łączności Komendy Głównej AK. Podczas okupacji ukończyła dwa lata wydziału lekarskiego tajnego Uniwersytetu Ziem Zachodnich. W listopadzie 1943 została aresztowana i osadzona w więzieniu „Palace” w Zakopanem, skąd w lutym 1944 roku przewieziono ją do niemieckiego obozu pracy przymusowej w Krakowie-Płaszowie. Po wydostaniu się z obozu, od lipca 1944 roku została skierowana do Wojskowej Służby Ochrony Powstania. Podczas powstania warszawskiego była żołnierzem batalionu „Oaza” w stopniu strzelca, walcząc na warszawskiej Sadybie.

Po upadku powstania wyszła z Warszawy wraz z ludnością cywilną. Od października 1944 roku służyła w krakowskim Kedywie, będąc członkinią Samodzielnego Batalionu Partyzanckiego „Skała” aż do jego rozbrojenia przez Armię Czerwoną w styczniu 1945 roku.

Po zakończeniu wojny studiowała na wydziale lekarskim Uniwersytetu im. Adama Mickiewicza w Poznaniu, gdzie w 1948 roku uzyskała dyplom lekarski. Z uwagi na akowską przeszłość nie została przyjęta do pracy w służbie zdrowia. W latach 1957–1959 była rozpracowywana przez komunistyczne służby bezpieczeństwa m.in. z powodu kontaktów z Radiem Wolna Europa oraz prowadzonej korespondencji z gen. Michałem Karaszewiczem-Tokarzewskim (1958). Była działaczką NSZZ „Solidarność”, za co również spotkały ją represje (1983). Należała również do Związku Inwalidów Wojennych Rzeczypospolitej Polskiej.

Po śmierci została pochowana na cmentarzu Powązkowskim w Warszawie (kwatera 137-2-18).

## Rodzina
Jej matka Halina Herbichowa-Chojko ps. Agnieszka również była członkiem Armii Krajowej i żołnierzem powstania warszawskiego (Pułk Baszta). Zginęła 29 września 1944 roku podczas ewakuacji kanałami z Mokotowa. Jej ojciec, Kazimierz Herbich był po II wojnie światowej przez trzy lata więźniem służb bezpieczeństwa, w wyniku czego zmarł na zawał serca.

## Odznaczenia
Za swe zasługi była wielokrotnie odznaczana, m.in. Krzyżami: Oficerskim i Kawalerskim Orderu Odrodzenia Polski, Krzyżem Walecznych, Krzyżem Armii Krajowej, Srebrnym Krzyżem Zasługi z Mieczami, Krzyżem Partyzanckim, Warszawskim Krzyżem Powstańczym, Medalem Wojska i Medalem za Warszawę 1939-1945, a także Odznaką honorową „Za Zasługi dla Warszawy” oraz  Odznaką Honorową Zasłużonego Działacza Związku Inwalidów Wojennych. Została również awansowana na stopień majora.